# Leggende Pokémon: Z-A
Leggende Pokémon: Z-A (Pokémon LEGENDS Z-A（ゼットエー）?, Pokémon Rejenzu: Z - A (Zettoē)) è un videogioco di ruolo d'azione, in uscita il 16 ottobre 2025, sviluppato da Game Freak e pubblicato da Nintendo e The Pokémon Company per Nintendo Switch e Nintendo Switch 2.
Annunciato a febbraio 2024, Leggende Z-A fa parte della nona generazione di videogiochi Pokémon ed è un sequel di Pokémon X e Y (2013). È ambientato a Luminopoli nella regione di Kalos.
Leggende: Z-A è il secondo gioco Leggende Pokémon, dopo Leggende Pokémon: Arceus (2022).

## Modalità di gioco
All'inizio del gioco sono disponibili tre Pokémon iniziali: Chikorita e Totodile (da Oro e Argento) e Tepig (da Nero e Bianco). A differenza dei precedenti giochi Pokémon che presentavano combattimenti a turni, Leggende: Z-A utilizza un sistema di combattimento in tempo reale che tiene conto del posizionamento dei Pokémon di un giocatore e del tempismo delle mosse utilizzate, inoltre consente ai Pokémon di muoversi durante una battaglia.

## Sviluppo
Il 27 febbraio 2024, Leggende: Z-A è stato annunciato durante una presentazione Pokémon Presents con una finestra di pubblicazione per il 2025. Alla fine del trailer, è stato anche anticipato il ritorno della meccanica della megaevoluzione, che è stata introdotta per la prima volta in X e Y. Leggende Pokémon: Z-A è in fase di sviluppo da parte di Game Freak. Durante il successivo Pokémon Presents, il 27 febbraio 2025, è stato presentato un secondo video, che forniva maggiori informazioni sulla trama e sugli elementi del gameplay.